# Соза (микрорегион)

Соза на карте.

Соза (порт. Microrregião de Sousa) — микрорегион в Бразилии. входит в штат Параиба. Составная часть мезорегиона Сертан штата Параиба. Население составляет 	181 850	 человек (на 2010 год). Площадь — 	4803,691	 км². Плотность населения — 	37,86	 чел./км².

## Демография
Согласно сведениям, собранным в ходе переписи 2010 г. Национальным институтом географии и статистики (IBGE), население микрорегиона составляет:						
| Полное население                             | Полное население                             | Полное население                             | Полное население                             | 181 850 |
| -------------------------------------------- | -------------------------------------------- | -------------------------------------------- | -------------------------------------------- | ------- |
| в том числе:                                 | Городское население                          | 121 422                                      | Процент городского населения, %              | 66,77   |
|                                              | Сельское население                           | 60 428                                       | Процент сельского населения, %               | 33,23   |
|                                              | Мужское население                            | 88 764                                       | Процент мужского населения, %                | 48,81   |
|                                              | Женское население                            | 93 086                                       | Процент женского населения, %                | 51,19   |
| Плотность населения, чел/км²                 | Плотность населения, чел/км²                 | Плотность населения, чел/км²                 | Плотность населения, чел/км²                 | 37,86   |
| Население микрорегиона в % к населению штата | Население микрорегиона в % к населению штата | Население микрорегиона в % к населению штата | Население микрорегиона в % к населению штата | 4,83    |

## Статистика
- Валовой внутренний продукт на 2003 год составляет 433 342 880,00 реалов (данные: Бразильский институт географии и статистики).
- Валовой внутренний продукт на душу населения на 2003 год составляет 2486,85 реалов (данные: Бразильский институт географии и статистики).
- Индекс развития человеческого потенциала на 2000 год составляет 0,633 (данные: Программа развития ООН).

## Состав микрорегиона
В составе микрорегиона включены следующие муниципалитеты:
1. Апаресида
2. Кажазейриньяс
3. Кондаду
4. Ластру
5. Малта
6. Маризополис
7. Назарезинью
8. Паулиста
9. Помбал
10. Санта-Круш
11. Соза
12. Сан-Бентинью
13. Сан-Домингус-ди-Помбал
14. Сан-Франсиску
15. Сан-Жозе-да-Лагоа-Тапада
16. Виейрополис
17. Виста-Серрана